# Ксения Комнина
Комнина Асенина Балшич (Ксения) († 5 октомври 1395/септември 1396) е  висша аристократка, дъщеря на деспота на Валона - Иван Комнин от първата му съпруга, а според сръбски източници от втората му съпруга – деспотица Анна Палеологина.
Комнина е по-малка сестра на Александър Комнин († 26 септември 1371, убит в Черноменската битка) и същевременно е племенница на цар Иван Александър и царица Елена. През 1372 г. тя е омъжена за владетеля на княжество Зета Балша II († 18 септември 1385). След смъртта на Балша в битката при Савра, вдовицата му управлява Валона до 1396 г., когато се замонашава под името Ксения. Наследена е от дъщеря си Ружица Балшич, която е омъжена за Мъркоша Жаркович, син на зетския владетел Жарко и внук на вълбъждкия депост Деян Драгаш.